# Alexandrine Rappel
Alexandrine Rappel fue una escritora argentina, francófona, dramaturga, docente y artista plástica nacida en París, Francia. Desde su infancia radicó en Argentina, donde se dedicó a la enseñanza del idioma y la cultura francesa.

## Biografía
Estudió y obtuvo el título de profesora de francés en la Biblioteca Nacional de España en octubre de 1963. Falleció víctima de un ataque al corazón en su casa de Marbella, el 12 de noviembre de 2008.
Su vocación literaria le llevó a escribir varias obras de teatro. Escribió indistintamente en francés y en castellano, en sus obras además de analizar situaciones y conflictos humanos, recreó la historia de Francia a través de sus personajes.
Al frente de sus alumnos y bajo su dirección se pusieron en escena obras de su autoría y de otros dramaturgos franceses en la Alianza Francesa de Lomas de Zamora.

## Obras publicadas
- Feu, pièce de théâtre en français.
- Madame D'Etiolles, pièce de théâtre en français.
- Adélaïd, pièce de théâtre en français. Buenos Aires, Ediciones Botella al Mar, Col. El Apuntador, 1992. Obra escrita en edición bilingüe, traducida al español por Simonne Richard de Schmalenberger.
- Paris.

- Datos: Q2834265
- Multimedia: Alexandrine Rappel / Q2834265